# Sporotrichóza
Sporotrichóza (latinsky: Sporotrichosis) je onemocnění způsobené houbou Sporotrhix schenckii. Zasahuje kůži, podkoží a ve vzácnějších formách též plíce, klouby, kosti a mozek. Díky tomu, že se S. schenckii přirozeně vyskytuje v půdě, hnoji, na rašelinících a rostlinách (např. růže), může zasáhnout farmáře, zahradníky a pracovníky v zemědělství. K přenosu dochází zpravidla v důsledku poranění (např. oděrky či odřeniny kůže), u plicní formy (plicní sporotrichóza) prostřednictvím vdechnutím spór dýchacími cestami. Vzácně je též možné se nakazit kontaktem s infikovanými kočkami (zaznamenány byly i případy nakažení od pásovce, psa, veverky, koně, prasete, ptáka a ryby).
Rozlišujeme tři formy sporotrichózy, a to kožní, plicní a diseminovanou. Kožní forma je nejčastějším typem onemocnění. Projevuje se lézemi a vřídky. Ke vzácnější plicní formě dochází vdechnutím spór. Diseminovaná forma nastává v situaci, když se infekce rozšíří z primárního místa onemocnění na sekundární. Může zasáhnout klouby a kosti (tzv. osteoartikulární sporotrichóza) či centrální nervovou soustavu a mozek (tzv. sporotrichózní menignitida).
Onemocnění postupuje pomalu; první symptomy se objevují 1 až 12 týdnů (v průměru 3 týdny) po prvotním kontaktu s houbou. Vážné komplikace mohou nastat u osob s oslabeným imunitním systémem. Léčba se provádí antimykotiky.